# Rocksjön (Åsele socken, Lappland, 711416-155729)
Rocksjön är en sjö i Åsele kommun i Lappland och ingår i Ångermanälvens huvudavrinningsområde. Sjön har en area på 0,111 kvadratkilometer och ligger 329,1 meter över havet.

## Delavrinningsområde
Rocksjön ingår i det delavrinningsområde (711587-155709) som SMHI kallar för Utloppet av Rocksjön. Medelhöjden är 364 meter över havet och ytan är 10,24 kvadratkilometer. Det finns inga avrinningsområden uppströms utan avrinningsområdet är högsta punkten. Vattendraget som avvattnar avrinningsområdet har biflödesordning 4, vilket innebär att vattnet flödar genom totalt 4 vattendrag innan det når havet efter 187 kilometer. Avrinningsområdet består mestadels av skog (68 procent) och sankmarker (24 procent). Avrinningsområdet har 0,11 kvadratkilometer vattenytor vilket ger det en sjöprocent på 1,1 procent.